# Mehran Shahintab
Mehran Shahintab (in persiano مهران شاهین‌طبع‎; 21 marzo 1966) è un ex cestista e allenatore di pallacanestro iraniano.

## Carriera
Allena l'Iran dal 2018. Con la nazionale asiatica ha preso parte ai Mondiali 2019 e ai Giochi olimpici 2020.